# P/2008 O3 Boattini
La cometa Boattini 1, formalmente nota come P/2008 O3 (Boattini), è una cometa periodica ( azione orbitale inferiore a 200 anni) del sistema solare appartenente alla famiglia cometaria di Giove. È stata scoperta il 29 luglio 2008 dall'astronomo italiano Andrea Boattini, col telescopio Cassegrain di 60 pollici (1,5 metri) installato sul monte Lemmon, in Arizona. La scoperta è stata fatta nel corso del programma Mount Lemmon Survey (MLS, codice G96) condotto dall'Osservatorio Steward. È la terza cometa scoperta da Boattini.